# Bentek
Bentek is een bestuurslaag in het regentschap Noord-Lombok van de provincie West-Nusa Tenggara, Indonesië. Bentek telt 8099 inwoners (volkstelling 2010).